# Dytiscus latissimus
Espèce
Statut de conservation UICN

 VU A2c, B1+2a : Vulnérable
Dytiscus latissimus, le Grand dytique, est une espèce d'insectes coléoptères de la famille des Dytiscidae d'Europe centrale (très rare en France où il est menacé ou serait même éteint comme au Benelux et en Allemagne). Le Grand dytique ainsi que ses habitats sont protégés en France et en Europe.

## Description
Plus grand que le dytique bordé (Dytiscus marginalis), il présente des élytres plus noirs et munis d'une excroissance latérale.

## Habitat
Il fréquente préférentiellement de grands lacs.